# Periophthalmus walailakae
Periophthalmus walailakae är en fiskart som beskrevs av Darumas och Tantichodok 2002. Periophthalmus walailakae ingår i släktet Periophthalmus och familjen smörbultsfiskar. Inga underarter finns listade i Catalogue of Life.